# توتما
شهر توتما (به روسی: Тотьма) در کشور روسیه و در اوبلاست ولوگدا واقع شده‌است.